# Codex Claromontanus

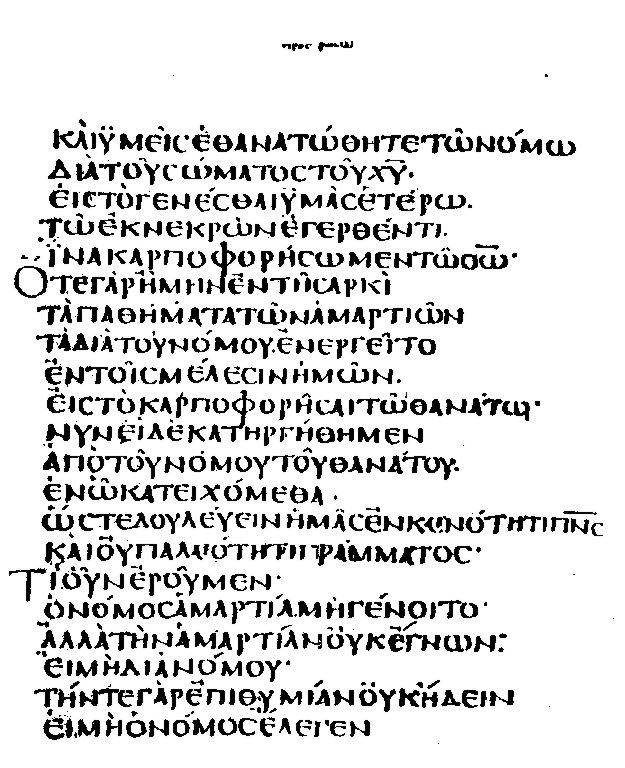
Codex Claromontanus

De Codex Claromontanus, D of 06 (Gregory-Aland) is een 6e-eeuws handschrift dat in hoofdletterschrift (unciaal) op perkament is geschreven. Het bevat de brieven van Paulus en de brief aan de Hebreeën in twee talen: Grieks en Latijn op tegenover elkaar gelegen bladzijden. Een tweetalig handschrift wordt een "diglot" handschrift genoemd, een ander voorbeeld daarvan is de Codex Bezae Cantabrigiensis.

## Naam en herkomst
De Codex Claromontanus is genoemd naar de stad, Clermont-en-Beauvaisis, Oise, in de regio Picardië ten noorden van Parijs', waar Theodorus Beza het vandaan had. Codex Claromontanus wordt bewaard in de Bibliothèque Nationale (grec 107) in Parijs.
De calvinistische geleerde Theodorus Beza was de eerste die het onderzocht. In de uitgaven van het Nieuwe Testament die hij liet verschijnen, nam Theodorus Beza enkele noten op met door de Codex Claromontanus gegeven varianten. In de noten en de links is informatie te vinden over het gebruik dat daarna door uitgevers van het Nieuwe Testament van de Codex Claromontanus is gemaakt.

## Inhoud
De Griekse tekst van de Codex Claromontanus wordt door critici erg belangrijk gevonden, omdat het een vroege vorm is van de "Westerse tekst". Het Westerse Teksttype heeft veel invoegingen ("interpolaties"), en verduidelijkende veranderingen en correcties van de tekst. Moderne kritischeuitgaven van het Nieuwe Testament komen tot stand door een "eclectische" werkwijze, waarbij van geval tot geval wordt bekeken welke variant uit de talloze oude Bijbelse handschriften de voorkeur verdient.
In de tekstkritiek wordt de Codex Claromontanus dikwijls gebruikt als scheidsrechter tussen de onderling verwante codices die de brieven van Paulus bevatten: Codex Alexandrinus, Codex Vaticanus, Codex Sinaiticus, en Codex Ephraemi Rescriptus. Op soortgelijke wijze wordt de Codex Bezae Cantabrigiensis gebruikt om de geschiedenis van de tekst van de Evangeliën en Handelingen van de Apostelen vast te stellen.
In de Codex Claromontanus bevinden zich nog meer waardevolle documenten:
- Een lijst in dichtvorm met de canon van het Oude Testament en van het Nieuwe Testament. De Filippenzen, de 1 en 2 Tessalonicenzen en de brief aan de Hebreeën ontbreken op de lijst. Er staan verschillende boeken op, die niet als canoniek beschouwd worden: de Brief van Barnabas, de herder van Hermas, Derde brief aan de Korintiërs, Handelingen van Paulus, en de Openbaring van Petrus

; (zie tweede externe link).
- Twee palimpsest bladen (no. 162 en 163). Hier is over fragmenten van het stuk "Phaeton" van de klassieke Griekse toneelschrijver Euripides heen geschreven. De tekst van Euripides is nog vaag leesbaar onder de Christelijke tekst. Deze bladen zijn losgemaakt van de Codex Claromontanus en worden aangeduid met Cod. Gr. 107 B.

- Dit artikel is een vertaling van het gelijknamige artikel uit de Engelse Wikipedia.

## Referentie
1. ↑  Kurt Aland, Barbara Aland: Der Text des Neuen Testaments. 2. Aufl. Deutsche Bibelgesellschaft, Stuttgart 1989, p. 119. ISBN 3-438-06011-6